# Хаккяри
Хаккяри (на турски: Hakkâri) е град и административен център на вилает Хаккяри в най-югоизточната част на Турция. Населението му е 58 145 жители (2007 г.). Пощенският му код е 30xxx, а телефонният – (0090)+ 438.

## Побратимени градове
- Буден (Швеция)
- Дубровник (Хърватска)
- Краслава (Латвия)
- Люблин (Полша)
- Мостар (Босна и Херцеговина)
- Сидни (Австралия)